# El poeta i l'espia
El poeta i l'espia (italià: Il cattivo poeta) és una pel·lícula de drama biogràfic italiana del 2020 dirigida per Gianluca Jodice. La pel·lícula està inspirada en el llibre del periodista i escriptor italià Roberto Festorazzi D'Annunzio e la piovra fascista, publicat per primera vegada el 2005 i reeditat el 2020. La pel·lícula se centra en els últims anys del poeta Gabriele d'Annunzio, interpretat per Sergio Castellitto, i en la seva relació ambigua amb el feixisme italià. S'ha doblat i subtitulat al català.

## Repartiment
- Sergio Castellitto com a Gabriele d'Annunzio
- Francesco Patanè com a Giovanni Comini
- Tommaso Ragno com a Giancarlo Maroni
- Clotilde Courau com a Amélie Mazoyer
- Fausto Russo Alesi com a Achille Starace
- Massimiliano Rossi com elcomissari Rizzo
- Elena Bucci com a Luisa Baccara
- Lidiya Liberman com a Lina
- Janina Rudenska com a Emy Heufler
- Lino Musella com a Carletto
- Antonio Piovanelli com el general Noseda
- Paolo Graziosi com el pare de Comini
- Marcello Romolo com a Giuseppe Cobolli Gigli
- Raffaello Gaimari com a Paolo
- Maurizio Fanin com a Dr. Duse
- Vincenzo Pirrotta com a Benito Mussolini